# Lac Coursay
Pour les articles homonymes, voir Coursay.
Ne doit pas être confondu avec Coursy.
Le lac Coursay est plan d'eau douce tributaire de la rivière Perdue (rivière Témiscamie) (versant la rivière Rupert), coulant dans Eeyou Istchee Baie-James (municipalité), dans la région administrative du Nord-du-Québec, dans la province de Québec, au Canada.
La surface du Lac Coursay est habituellement gelée de la fin octobre au début mai, toutefois la circulation sécuritaire sur la glace se fait généralement de la mi-novembre à la fin d'avril.

## Géographie
Les principaux bassins versants voisins du lac Coursay sont :
- côté nord : rivière Témiscamie, lac Caouachigamau ;
- côté est : lac Caouachigamau, lac Témiscamie, Petit lac Témiscamie, lac Dubray ;
- côté sud : lac Cosnier ;
- côté ouest : rivière Perdue (rivière Témiscamie), rivière Témiscamie, lac Albanel, lac Mistassini, ruisseau Tait.

Le Lac Coursay comporte une superficie de 25,67 km2, une longueur de 14,7 km, une largeur maximale de 2,9 km et une altitude de 430 m.
Ce lac situé entièrement en zone forestière et est entouré d'une plaine. Ce lac est localisé du côté Sud-Est de rivière Témiscamie. Ce lac qui est fait en longueur (sens nord-sud) comporte (description selon le sens horaire à partir de l'embouchure) :
- 42 îles ;
- une presqu'île rattachée à la rive Ouest s'étirant sur 2,3 km vers le nord ;
- une presqu'île rattachée à la rive nord-ouest s'étirant sur 1,8 km vers le sud ;
- une presqu'île rattachée à la rive nord  s'étirant sur 1,1 km vers le sud ;
- la décharge (venant du Sud-Est) d'un lac non identifié se déversant sur la rive nord-est ;
- une baie s'étirant sur 7,2 km vers le Sud, recueillant un cours d'eau (venant du Sud) drainant quelques lacs non identifiés ;
- une presqu'île rattachée à la rive sud s'étirant sur 2,9 km vers le nord, séparant la baie précédente (côté Est de cette presqu'île) et une autre baie (côté Ouest) s'étirant sur 2,6 km vers le sud ;
- une presqu'île rattachée à la rive sud s'étirant sur 1,3 km vers le nord, séparant la baie précédente (côté Est de cette presqu'île) et une autre baie (côté Ouest) s'étirant sur 1,5 km vers le Sud, menant à l'embouchure du lac. Note : une île (longueur : 3,4 km) barre l'embouchure du lac ;
- 62 décharges de lacs non identifiés ou de ruisseaux ;

L'embouchure du lac Coursay est localisée au fond d'une baie de la rive nord ,
soit à :
- 17,2 km à l'ouest du lac Témiscamie ;
- 8,6 km au sud-est de l'embouchure de la rivière Perdue (rivière Témiscamie) ;
- 10,9 km au sud-est du lac Albanel (anse La Galissonnière) ;
- 46,4 km à l'est de l'embouchure de la rivière Témiscamie (confluence avec le lac Albanel) ;
- km au sud-ouest de la limite de la réserve de Mistassini ;
- 84,3 km à l'est de l'embouchure du lac Mistassini (tête de la rivière Rupert) ;
- 128,7 km au nord-est du centre du village de Mistissini (municipalité de village cri)[1].

À partir de son embouchure située au nord-est du lac, le courant prend le cours de la rivière Perdue (rivière Témiscamie) qui coule vers le nord-ouest, jusqu'à la rive est de la rivière Témiscamie. De là, le courant emprunte le cours de cette dernière rivière, jusqu'à la rive sud-est du lac Albanel. Puis le courant coule vers le nord-ouest en traversantle lac Albanel et la passe entre la péninsule Du Dauphin (côté Nord-Est) et la péninsule du Fort-Dorval (côté Sud-Ouest), jusqu'à la rive est du lac Mistassini. De là, le courant traverse vers l'ouest le lac Mistassini sur 47,6 km, jusqu'à son embouchure. Finalement, le courant emprunte le cours de la rivière Rupert, jusqu'à la baie de Rupert.

## Toponymie
Le toponyme "lac Coursay" a été officialisé le 5 décembre 1968 par la Commission de toponymie du Québec.